# Fisiologia Halleriana
A fisiologia Halleriana era uma teoria que contestava o Galvanismo, na Itália, no final do século XVIII. Seu nome é uma homenagem a Albrecht von Haller, um médico suíço, considerado o pai da neurologia.
O princípio fundamental desta fisiologia sustentava que os movimentos musculares eram produzidos por uma força mecânica, diferente da vida e do sistema nervoso, e que operava além da consciência. Tal atividade poderia ser controlada em animais mortos dissecados, tocando uma faca de metal na fibra muscular, ou por uma faísca sendo descarregada sobre eles. A eletricidade funcionava apenas como estímulo de irritabilidade, e era a irritabilidade a verdadeira causa das contrações.